# Albuixech
Albuixech, en castillan (Albuixec en valencien), est une commune d'Espagne de la province de Valence dans la Communauté valencienne. Elle est située dans la comarque de l'Horta Nord et dans la zone à prédominance linguistique valencienne.

## Géographie

Localisation d'Albuixech
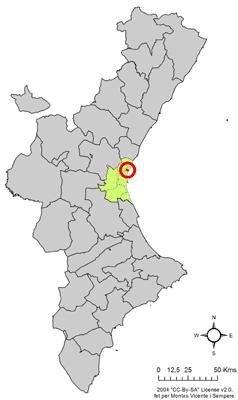
dans la Communauté valencienne.
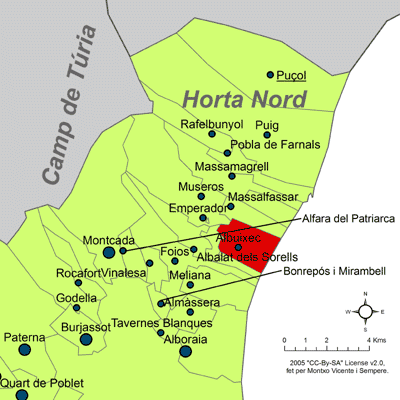
dans la comarque de l'Horta Nord.